# Jégkert
A Jégkert egy szabadidőpark Budapesten, a Széna téren. A területet három utca határolja: Margit körút, Bakfark Bálint utca és Varsányi Irén utca. Emiatt három címe van: Margit körút 66., Bakfark Bálint utca 2. és Varsányi Irén utca 38.
A Jégkertben több intézmény is található:
Budai Jégpálya
Budán ez az első fedett műjégpálya: 15×30 méteres, amely egy sátorban működik minden szezonban szeptember végétől április végéig. Főbb felhasználási módok: amatőr hoki, korcsolyaoktatás, gyermekkorcsolyázás, közönségjég. A pálya területén korcsolyaélező is működik.
Jégkert Kraft Sörbár és Sörkert
A Sörbár a volt Városfal Vendéglő helyén működik (esküvő, bankett, leány/legénybúcsú, születésnap, céges rendezvények szervezésére is alkalmas), amely a Magyarországi kisüzemi sörfőzdéknek ad teret. Május közepétől szeptember közepéig kiegészül a jégpálya helyén üzemelő szabadtéri, fedett, nyári vendéglátó egységgel.
Jégkert Sportegyesület
Elsősorban gyermekek korcsolya- és jégkorongoktatására létrehozott sportegyesület székhelye.
Sportbolt
Elsősorban a jégkorongosok legszükségesebb felszereléseit lehet itt megtalálni: botok, mezek, védőfelszerelések, korong, korcsolyák stb.

### Külső hivatkozások
- A Jégkert hivatalos honlapja
- A Budai Jégpálya hivatalos honlapja
- A Jégkert - A Budai Sörkert hivatalos honlapja
- A Jégkert Sportegyesület hivatalos honlapja
- A Városfal Vendéglő hivatalos honlapja
- A Jégkert a Magyar Narancsban[halott link]